# Edmund Rich
Edmund Rich (ur. 20 listopada 1175, zm. 16 listopada 1240) – święty Kościoła katolickiego, arcybiskup Canterbury.

## Życiorys
Urodził się w zamożnej i pobożnej rodzinie. Był synem Reinalda i Mabel. Jego dwie siostry były zakonnicami. Rozpoczął studia w Oxfordzie w Anglii. Był kaznodzieją i pisarzem. W dniu 2 kwietnia 1234 roku został konsekrowany na arcybiskupa Canterbury. Zmarł 16 listopada 1240 roku i został pochowany w Pontigny we Francji. Niepełna rok po jego śmierci przy jego grobie wydarzyły się cuda. Został kanonizowany przez papieża Innocentego IV w 1247 roku.